# Moshe Rynecki
Moshe Rynecki né en 1881 à Międzyrzec Podlaski en Pologne et assassiné au camp d'extermination de Majdanek en 1943, est un artiste polonais d'origine juive qui peignit de nombreux sujets de la vie juive d'avant la Shoah.

## Biographie

### De sa naissance à la Seconde Guerre mondiale
Moshe Rynecki nait dans une famille religieuse. Il est l'un des cinq enfants survivants des dix-huit enfants nés de ses parents. Treize sont morts de différentes maladies infantiles. Seuls ont survécu en plus de Moshe, Itzchak, Jakov, Chaya et Jospah. Son père Avraham Zvi est un tailleur spécialisé dans la confection d'uniformes. La vie est dure pour les Rynecki: ils n'ont pas l'eau courante et les conditions hygiéniques sont très mauvaises avec  les égouts courant le long de la route. Dès son jeune âge, Rynecki commence à dessiner. Selon une tradition familiale, il utilise de la craie et parfois de la peinture, pour dessiner sur le sol ou sur les murs de sa maison. Selon une notice biographique écrite par son fils George, Pas une fois il ne sera puni pour avoir transgressé le commandement: Tu ne créeras pas d'images. Comme il l'a expliqué à son fils:
« Dieu m'a donné du talent et je ne crois sincèrement pas désobéir avec ce penchant naturel. Je dois simplement le faire. Si Dieu ne voulait pas que je peigne, je n'aurai pas ce besoin et désire formidable d'immortaliser sur le papier ou une toile ce que je vois. Je suis simplement un écrivain de genres au lieu de mots. Je laisse mes messages dans mes tableaux. Je ne pense pas violer les prescriptions de la Bible concernant les images.  »
Rynecki ne reçoit qu'une formation artistique modeste. Bien qu'il ait certainement préféré s'inscrire directement dans une école artistique, il doit terminer tout d'abord son éducation juive dans une yechiva. Puis après, il entre dans un collège russe, qui était une condition préalable pour pouvoir s'inscrire à l'Académie des beaux-arts de Varsovie, qu'il fréquentera pendant une courte période pendant l'année scolaire 1906-1907.
À 17 ans, il rencontre Perla Mittelsbach, la fille d'une famille aisée de Varsovie. Ils se marient et pendant que Moshe continue ses études à l'académie de Varsovie, Perla s'occupe de la maison et tient un petit magasin situé rue Krucza, qui vend du matériel d'écriture, des livres et des fournitures pour les peintres. Le magasin est un don de sa famille. Peu de temps après l'ouverture du magasin, Perla donne naissance à une fille, Bronislawa, et environ un an et demi plus tard à un garçon qu'ils prénomment George.
Après avoir terminé son éducation artistique formelle, Rynecki commence à peindre ce qu'il connait le mieux: la communauté dans laquelle il vit. Dans ses peintures telles que Les joueurs d'échecs ou femmes brodant, il saisit les gens dans leur activité journalière et dans des tableaux tels que Simhat Torah, Intérieur de synagogue ou L'étude, il reproduit les lieux, les évènements et les sujets centraux de la communauté juive. Bien que certaines de ses œuvres aient été présentées dans des galeries locales avec de bonnes critiques, son fils George prétend qu'il n'a jamais réussi à vendre une de ses toiles.

### La Seconde Guerre mondiale: sa mort et la récupération de ses œuvres
Au début de la Seconde Guerre mondiale, Rynecki qui possède chez lui environ 800 tableaux décide de les cacher en plusieurs endroits à Varsovie et dans les environs, en indiquant à sa femme, à sa fille et à son fils les endroits où il les a dissimulés. Puis il est contraint de s'installer dans le ghetto de Varsovie. Bien qu'ayant très peu de matériel pour peindre, il continue de peindre dans le ghetto. Seules trois peintures de cette période survivront à la Shoah: Dans l'abri; Travail forcé et Les réfugiés.
Au début 1943, Moshe est déporté au camp de Majdanek où il meurt. Sa fille est assassinée dans le ghetto de Varsovie, mais sa femme, son fils George et la femme de celui-ci, Stella ainsi que leur jeune fils Alex arrivent à se cacher en dehors du ghetto et survivront à la guerre.
Après la guerre, la femme de Moshe se met à la recherché des œuvres cachées, mais ne découvre qu'un seul lot de 120 peintures dans une cave d'une maison du quartier Praga de Varsovie, sur la rive droite de la Vistule. Pendant longtemps, la famille Rynecki pensera que ce sont les seules œuvres rescapées. Mais au cours des années suivantes, d'autres œuvres seront récupérées. Actuellement une cinquantaine de tableaux fait partie des collections de deux musées de Varsovie, le Żydowski Instytut Historyczny ou ZIH (Institut historique juif)  et le Muzeum Narodowe w Warszaw (Musée national de Varsovie). Plusieurs œuvres sont détenues par des particuliers à Toronto, New York, Los Angeles, en Israël et en Pologne.

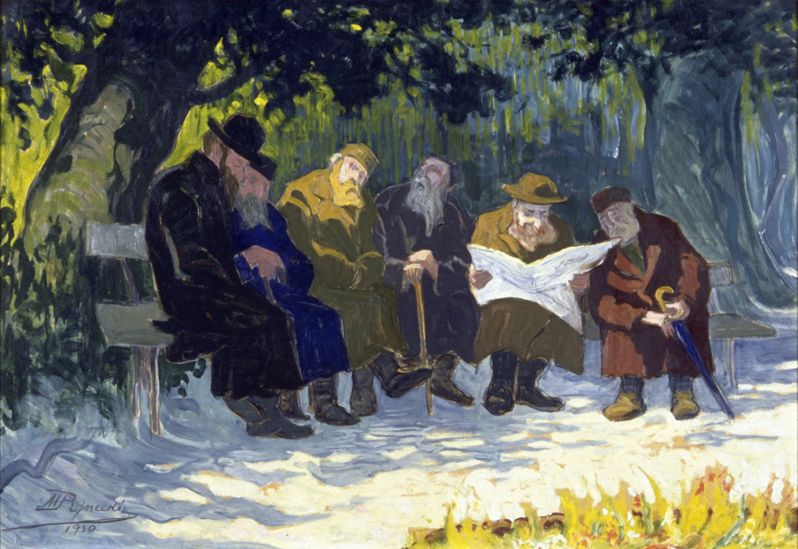
Le parc Krasinski
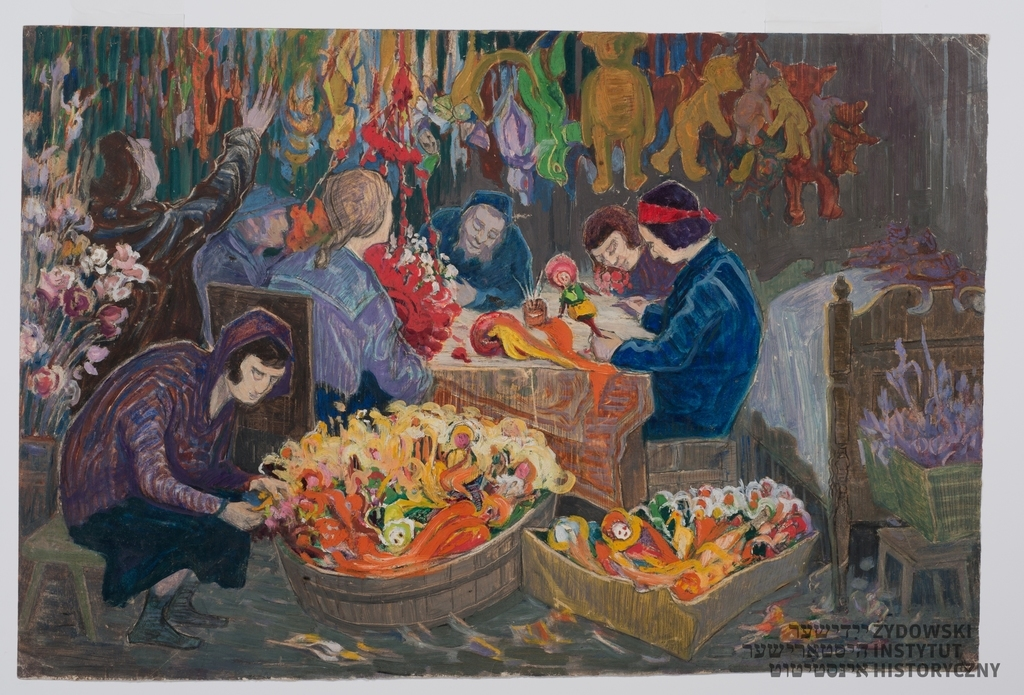
Une famille juive fabriquant des jouets.
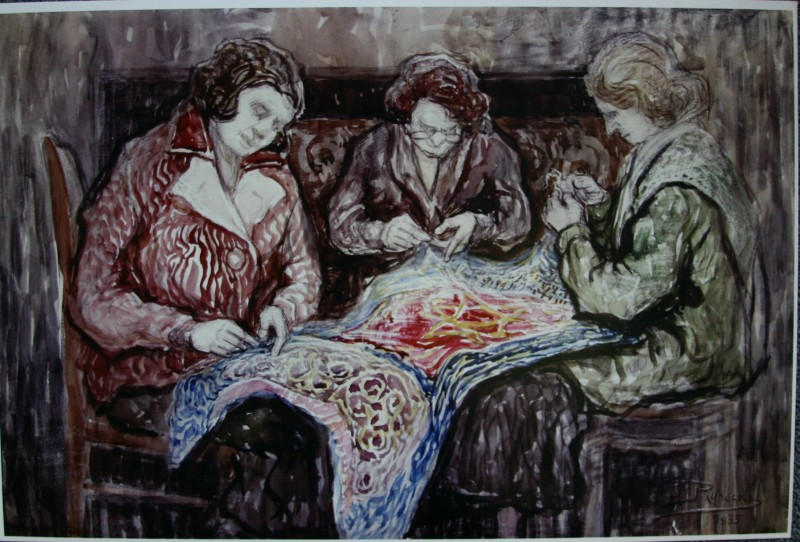
Les brodeuses
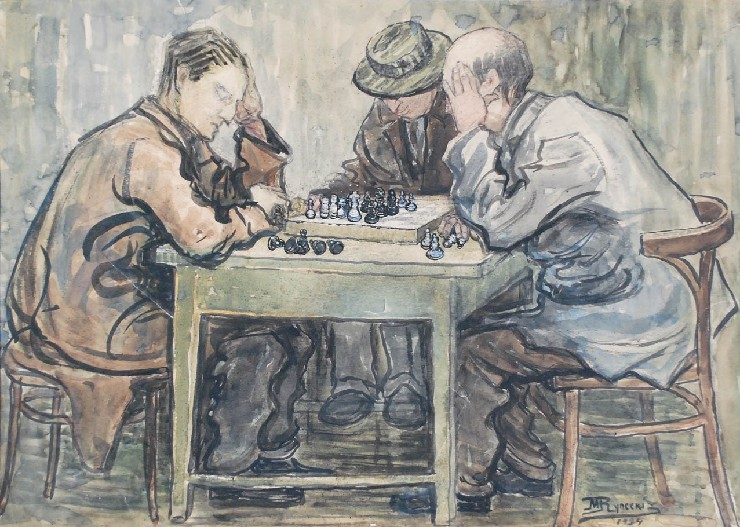
Les joueurs d'échecs – 1934
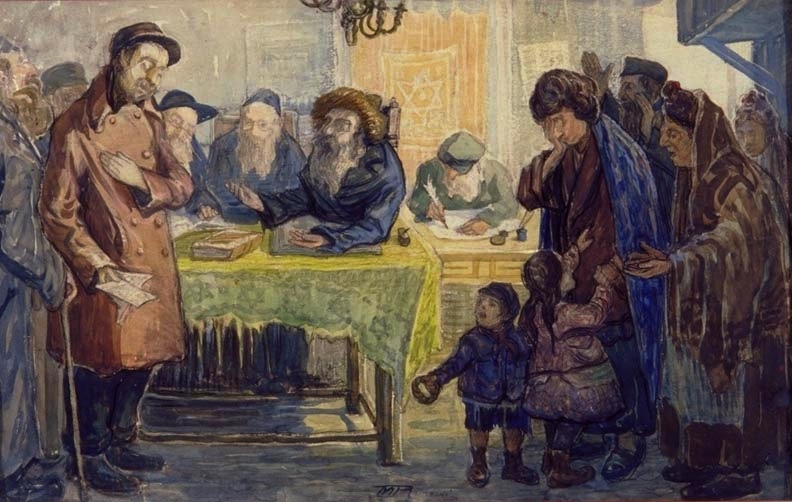
Le Get (le divorce)
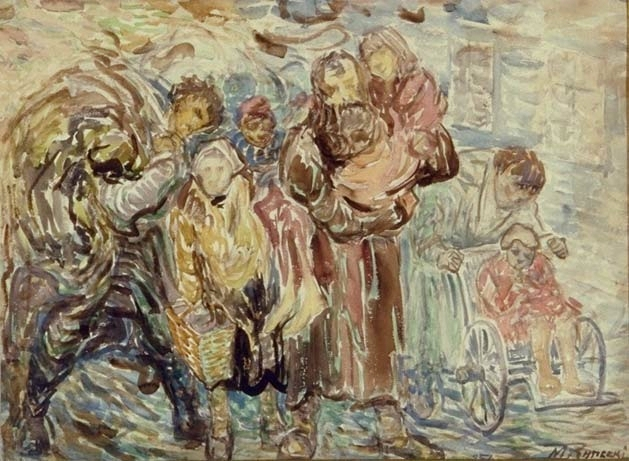
Les réfugiés – 1938 (Ghetto de Varsovie)

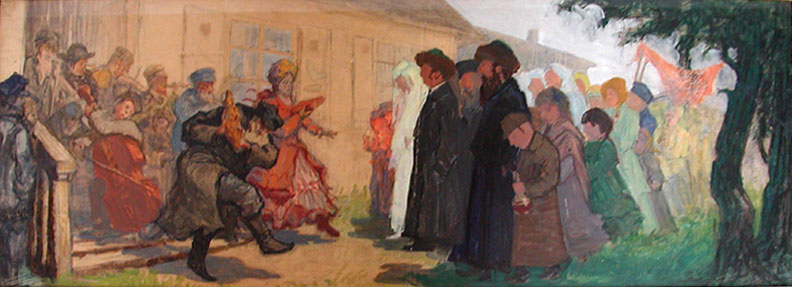
Le mariage juif - 1919